# Копнино (Селивановский район)
Копнино — деревня в Селивановском районе Владимирской области России, входит в состав Волосатовского сельского поселения.

## География
Деревня расположена на берегу речки Колпь (бассейн Оки) в 5 км на юг от центра поселения посёлка Новый Быт и в 10 км на северо-запад от райцентра рабочего посёлка Красная Горбатка.

## История
По упразднении церкви в погосте Рамени в 1809 году построена была на средства помещика Козловского каменная церковь в Копнине. Престол в церкви один во имя святого Николая Чудотворца. Приход состоит из села Копнина и деревень: Матвеевки, Васильевских двориков и Бараковой Саранчи; в этих поселениях по клировым ведомостям числится 379 душ мужского пола и 389 женского.
В конце XIX — начале XX века село входило в состав Тучковской волости Судогодского уезда.
С 1929 года деревня входила в состав Скаловского сельсовета Селивановского района, позднее вплоть до 2005 года являлась центром Копнинского сельсовета.

## Население
| 1859 | 1905 | 1926 | 2002 | 2010 | 2021 |
| ---- | ---- | ---- | ---- | ---- | ---- |
| 179  | ↗231 | ↗417 | ↘402 | ↘369 | ↘363 |

## Инфраструктура
В деревне имеются филиал Волосатовской основной общеобразовательной школы, дом культуры, Копнинский СДК, отделение почтовой связи 602343, сельхозпредприятие СПК «Колпь».

## Достопримечательности
В селе часовня Николая Чудотворца (1809).